# 奥久慈しゃも
奥久慈しゃも（おくくじしゃも、英語: Okukuji Shamo Chicken）は、茨城県のブランド地鶏。地鶏としては、日本で初めて地理的表示保護制度(GI)に登録されている。

## 概要

常陸大子駅で販売されている駅弁「奥久慈しゃも弁当」

茨城県の福島県との県境にある県北地域である久慈郡大子町、常陸大宮市、常陸太田市、高萩市の農事組合法人奥久慈しゃも生産組合によって生産されている。
平飼いによって飼育されており、運動させていることで脂肪が低く抑えられており、肉には締まりとうま味がある。
2023年時点では、奥久慈しゃもの消費量は茨城県内で生産量の2割から3割程度、6割以上が東京都内で消費されている。

## 歴史
1985年に「奥久慈しゃも」として生産、販売が本格的に行われるようになる。
昭和60年代にしゃも弁当が人気を集めるようになり、大阪で開催された地鶏コンテストでは奥久慈しゃもが1位を獲得した。東京の鶏料理店で奥久慈しゃもが使われるようになると徐々に評価を高め、地元でも売れるようになった。
2011年の福島第一原子力発電所事故に関連する風評被害のために売り上げが減少し、2019年の令和元年東日本台風被害や同年末からのコロナ禍によって飲食店からの需要が大きく落ち込んだ。
2018年に地鶏としては日本で初めて農林水産省の地理的表示保護制度の対象として登録された。これによってブランドが日本全国に知れると共に需要が高まり、生産の拡大が求められるようになった。奥久慈しゃも生産組合では生産入門講座を開催したり、新規参入の生産者に対して1年目のヒナ代を最大120万円補助する支援を行っている。茨城県県北地域は人口の減少も続いているが、こういった施策によって、地元の茨城県立大子清流高等学校新卒生が組合に就職するなど、14年ぶりに新たな生産者が参入している。2024年の生産量はピーク時の年間生産量、約5万羽に戻る見込みとなっている。

## 鶏種
古くから茨城県県北地域で飼育されてきたしゃも種を系統選抜し、1975年代に交配様式を確立させた系統種である。
しゃもの雄に名古屋コーチンとロードアイランドレッドとを掛け合わせた雌から生まれた。

## 飼育
孵化から積算して、雄の場合は最低110日齢以上、雌の場合は最低130日齢以上肥育する。
28日齢以降は1平方メートルあたり10羽以下の密度になるような環境で飼育を行い、餌にはトウモロコシ、モロコシ、大豆粕、菜種粕などを混合したものに、食塩、カルシウム源のほかにヨモギなどの滋養成分や海藻由来の天然ミネラル等を添加した混合飼料を給与する。
なお、日本でのブロイラーの飼育においては、平均飼育密度は16〜19羽/平方メートル、生後51〜55日で出荷される。